# The Simpsons Spin-Off Showcase
"The Simpsons Spin-Off Showcase" är avsnitt 24 från säsong åtta av Simpsons och sändes på Fox den 11 maj 1997. I avsnittet presenterar Troy McClure tre spin-off-serier baserade på Simpsons. Den första är Chief Wiggum P.I., ett polisdrama med Clancy Wiggum och Seymour Skinner. Den andra är The Love-Matic Grampa, en sitcom där Moe Szyslak får hjälp att gå på dejt av Abraham Simpson, vars själ har hamnat i hans kärlekstestarmaskin. Den tredje spin-offen är The Simpson Family Smile-Time Variety Hour, som är en musikal med familjen Simpson, som Lisa valde att inte medverka i och får en ersättare. Avsnittet skrevs av David S. Cohen, Dan Greaney och Steve Tompkins, idén till avsnittet kom från Ken Keeler. Avsnittet regisserades av Neil Affleck och Tim Conway, Gailard Sartain och Phil Hartman gästskådespelade i avsnittet.

## Handling
Troy McClure är på Museum of Television och presenterar tre spin-off-serier med rollfigurer från Simpsons i huvudrollen. Orsaken var att Fox bara hade tre program för prime-time nästa säsong och frågade producenterna bakom Simpsons om de ville skapa 30 nya program. De bestämde sig dock bara för att göra tre spin-off-serier.

### Chief Wiggum, P.I.
Clancy Wiggum, Ralph och Seymour Skinner har flyttat till New Orleans. Clancy har startat en detektivbyrå, har Skinner som medhjälpare och kallar honom för "Skinny Boy". Wiggum hamnar snart i trubbel med Big Daddy, som ber honom att hålla sig undan. En morgon blir Ralph kidnappad av Big Daddy mitt under Mardi Gras. Wiggum börjar leta efter honom och jagar Big Daddy till hans gömställe, guvernörens hus som försvann för två veckor sen. Då Clancy riktar sin pistol mot Big Daddy kastar han Ralph mot sin faders hamn och hoppar ut genom fönstret och börjar simma iväg. Skinner frågar om han inte ska fortsätta att jaga honom, men Clancy berättar att de kommer att ses i många spännande äventyr i framtiden.

### The Love-Matic Grampa
Abraham Simpson har avlidit och hans själ har fastnat i Moe kärlekstestarmaskin. Abe börjar hjälpa Moe med hans kärleksliv. Moe får besök av tjejen Betty och Moe övertygar henne om att testa maskinen. Abe berättar då för henne att hon ska gå till Moe. Betty och Moe går sedan och äter på en restaurang. För att få hjälp placerar Moe maskinen i toaletten. Efter en stund går Moe till Abe för att få lite råd, men det visar sig att han är mörbultad av Kearney, Dolph och Jimbo, eftersom han sade att de var bögar. Abe är yr och ber Moe att säga till Betty att hennes rumpa är lika stor som drottningens och dubbelt så väldoftande. Betty gillade inte det och kastade maten på Moe. Moe går tillbaka till Abe och klagar på vad han fick honom att säga. Samtidigt kommer Betty in på herrarnas och Moe berättar sanningen om kärleksmaskinen för henne. De två blir då kära och Abe ber dem placera honom bredvid telefonkiosken då han är lite kär i den.

### The Simpson Family Smile-Time Variety Hour
Familjen Simpson genomför ett musikalnummer. Lisa ville dock inte vara med och får en ersättare som spelar hennes roll. I första numret är familjen bävrar och svimmar då de får besök av Tim Conway eftersom han är en skunk. Därefter genomförs ett musikalnummer som handlar om godis där också Jasper Beardley och Waylon Smithers medverkar. Familjen ligger sen i en säng tillsammans med Tim och tackar för idag. Troy berättar sen om vad som kommer att hända i nästa säsong. Bart upptäcker då sina två förlorade tvillingbröder, 
Selma gifter sig med Lenny och Carl, Bumblebee Man, och Itchy, och Homer kommer träffa det gröna rymdmonstret Ozmodiar.

## Produktion
Ken Keeler kom med idén till avsnittet. Hans plan var avsiktligt att man skulle skriva ett dåligt manus med galna historier som ett bevis hur dåliga spin-off-serier är. Matt Groening var dock tveksamma till idén, eftersom det kunde ge intrycket att serien är en dålig sitcom och att man bryter regeln att Simpsons inte vet om att de är med i en TV-show. Ozmodiar gjorde sin premiär i det här avsnittet. Han var ursprungligen med i ett manus till ett tidigare avsnitt men passade inte in och togs då bort. Delarna skrevs dock inte av Ken Keller som kom med idén utan av David S. Cohen, Dan Greaney och Steve Tompkins. Cohen skrev Chief Wiggum P.I., Greaney skrev Love-matic Grampa och Tompkins skrev The Simpson Family Smile-Time Variety Hour.
Regissör för avsnittet var Neil Affleck och han skissade varje del så att den liknande stilen som historien parodierade. I  The Love-Matic Grampa använde han till exempel tre kameravinklar, som man gör i en sitcom. I avsnittet gästskådespelar Phil Hartman som Troy McClure, Tim Conway som sig själv och Gailard Sartain som Big Daddy. McClure användes som presentatör eftersom han även var det i "The Simpsons 138th Episode Spectacular". Conway valades som gästskådespelare efter sin medverkan i The Carol Burnett Show, som liknar The Simpson Family Smile-Time Variety Hour. Eftersom Lisa ersattes av en vikarie vars röst gjordes av Pamela Hayden i tredje delen hade Yeardley Smith bara en replik i hela avsnittet.
Innan avsnittet gjordes hade personalen funderat om man skulle producera spin-off-serier och filmer, baserade på ”Simpsons”. Under 1994 började Matt Groening och Michael Weithorn skriva ett manus till en live action spin-off från The Simpsons med Krusty som skulle spelas av röstskådespelaren Dan Castellaneta. I filmen skulle Krusty flytta till Los Angeles för att göra sin egen talkshow. Krusty skulle där bo i ett hus byggt av träpålar som gnagdes sönder av bävrar. Men efter en tid gav Groening upp manusarbetet. Ett annat avsnitt som liknar en spin-off serie är avsnittet "22 Short Films About Springfield". Groening har även haft planer på att göra ett avsnitt kallat Simpstasia som en parodi på Fantasia.Även Phil Hartman har sagt att han vill göra en live action-film med Troy McClure.

## Kulturella referenser
Avsnittet är en parodi på dåliga spin-off som gjorts. Serierna som Fox hade i sin tablå för nästa säsong var Simpsons, Melrose Place, och Arkiv X. I museet som Troy besöker finns postrar av The Ropers (som en spin-off på Three's Company), Laverne and Shirley (som en spin-off på Happy Days), Rhoda (som en spin-off på The Mary Tyler Moore Show), Fish (som en spin-off på Barney Miller), samt två gånger The Jeffersons (som en spin-off på All in the Family), detta eftersom de inte kom fler spin-off. Chief Wiggum, P.I. är en parodi på polisserier som Miami Vice, Magnum, P.I. och Starsky and Hutch. Skinner beter sig och liknar Don Johnson i Miami Vice. Big Daddy är baserat på Dr. John. The Love-Matic Grampa är en parodi på serier som Mister Ed, I Dream of Jeannie, Bewitched och My Mother the Car. Farfar sjunger i avsnittet "Daisy Bell" som HAL gjorde i År 2001 - Ett rymdäventyr. När Moe berättar för Abe att han skrev boken om kärlek berättar Abe att det var All Quiet on the Western Front. Betty liknar Tress MacNeille, som även gör hennes röst.
The Simpson Family Smile-Time Variety Hour är en parodi på The Brady Bunch Hour, The Sonny and Cher Comedy Hour, och The Smothers Brothers Comedy Hour.Att Lisa inte ville medverkar där är en referens till att Jan Brady ersatte Eva Plumb. Familjen Simpson liknar även Familjen  Partridge. Delen innehåller också referenser till Laugh-In, som Hans Moleman dikt som är en parodi på Henry Gibsons dikt i Laugh-In. I musiknumret gör det parodier på "I Want Candy", "Peppermint Twist", "Lollipop" och  "Whip It".

## Mottagande
"The Simpsons Spin-Off Showcase" hamnade på plats 61 över mest sedda program under veckan med en Nielsen rating på 7.3. Efter att avsnittet sändes upptäcke de som arbetar med avsnittet att vissa älskade och hälften hatade avsnittet. Matt Groening anser dock att avsnittet är bra. I I Can't Believe It's a Bigger and Better Updated Unofficial Simpsons Guide skriver Warren Martyn och Adrian Wood att det är en bra alternativ på Treehouse of Horror-avsnitten och alla delar är bra på sitt eget sätt. Entertainment Weekly placerade avsnittet på plats 19 över de 25 bästa avsnitten i serien. Don Payne har sagt att det är hans sjätte bästa avsnitt. Gary Mullinax på The News Journal, anser att avsnittet är en av de tio bästa avsnitten.